# Chrysotus pseudocilipes
Chrysotus pseudocilipes är en tvåvingeart som beskrevs av Jennifer L. Hollis 1964. Chrysotus pseudocilipes ingår i släktet Chrysotus och familjen styltflugor.
Artens utbredningsområde är Nepal. Inga underarter finns listade i Catalogue of Life.